# Les Aventures fantastiques du baron Münchhausen
Pour les articles homonymes, voir Münchhausen.
Pour plus de détails, voir Fiche technique et Distribution.
Les Aventures fantastiques du baron Münchhausen (Münchhausen) est un film allemand de Josef von Báky sorti en 1943. Le film raconte la vie du fameux baron de Münchhausen à partir de ce que raconte la littérature de ce célèbre menteur.

## Synopsis
Au XXe siècle, dans le château de Bodenwerder, au cours d'un bal costumé, le baron de Münchhausen, en présence de sa femme visiblement plus âgée, fait à un jeune couple de ses amis le récit des aventures de son ancêtre, le baron Hiéronimus de Münchhausen. L'action se transporte alors au XVIIIe siècle où le baron, en compagnie de son serviteur Christian, arrive au château familial où ils viennent rendre visite à leurs proches. Plus tard, le Baron se rend auprès du prince de Brunswick, qui l'informe de ses projets de partir au service de la Tsarine Catherine II, qui lui a offert un commandement militaire. Ayant décider de suivre le Prince, le Baron fait une halte pour la nuit dans une auberge, où le retrouve le mystérieux Comte Cagliostro, l'illustre magicien. Ce dernier souhaite que Münchhausen obtienne le Duché de Courlande afin de pouvoir plus tard récupérer le trône du Royaume de Pologne où règne Stanislas II. Le baron refuse l'offre et se rend à Saint-Pétersbourg à la cour de Russie où règne la Grande Catherine II. Curieusement, le baron rencontre celle-ci d'abord sous des habits de servante, et il noue avec elle des relations où l'intrigue et l'amour s'entremêlent. Plus tard, le Baron livrera un duel pour défendre son honneur face à un aristocrate russe jaloux de sa position.
Afin de se soigner du duel, le baron rend visite à Cagliostro pour le mettre en garde contre une menace d'arrestation à son encontre. Pour ce service, il reçoit du magicien un anneau rendant son porteur invisible pendant une heure seulement ainsi que le pouvoir de la jeunesse éternelle, du moins tant qu'il ne voudrait pas vieillir et son vœu exaucé, le Comte disparait.
Par la suite, le Baron obtient de la tsarine le commandement d'un régiment dans la guerre contre les Turcs et participe au siège de la Forteresse Otchakiv. Il prend alors à son service un étrange courrier d'une rapidité surprenante et discutant avec deux officiers sur l'art de la guerre, Münchhausen s'asseyant sur un canon qui explose. Il se retrouve alors dans les airs propulsé sans le vouloir chez les Turcs avant d'être fait prisonnier. Au bout de quelque temps, alors qu'il est entré au service personnel du sultan Abdülhamid Ier, il retrouve ses deux serviteurs, Christian et le fameux coureur, grâce auxquels il gagne un pari contre le sultan : lui rapporter dans le délai d'une heure une bouteille de tokay de la cour de Marie-Thérèse à Vienne. Le baron obtient sa liberté, mais on ne lui donne pas le droit, comme le sultan l'avait promis, d'emmener avec lui la belle princesse italienne Isabella d'Este ; il la libère cependant du harem à l'aide de l'anneau magique reçu de Cagliostro. Avec elle et son serviteur, il arrive en bateau à Venise, où il retrouve un Casanova vieillissant. Il entre en conflit avec la famille d'Este, qui voudrait marier Isabelle avec un homme plus âgé. Au cours d'un duel avec le frère de la princesse, il humilie ce dernier dont il met en pièces les vêtements à l'aide de son épée. Münchhausen et Christian s'enfuient ensuite avec un ballon à air chaud, qui les dépose sur la Lune. Dans un décor surréaliste, ils rencontrent l'homme de la Lune et sa femme, à la fois êtres humains et plantes, capables de séparer leur tête de leur corps. Sur l'astre d'argent, un jour équivaut à une année sur terre, si bien que Christian vieillit rapidement et finit par mourir tandis que le baron, éternellement jeune, revient sur sa planète.
Deux cents ans plus tard, le baron avoue au jeune couple qu'il n'est pas le descendant de Münchhausen, mais bien le protagoniste de l'histoire qu'il leur a racontée. Épouvantés, les jeunes gens s'enfuient mais le baron, lassé de sa jeunesse éternelle, y renonce de lui-même et vieillit rapidement. Conformément à ce qu'il désirait, il peut désormais passer le reste de sa vie avec sa femme.

## Fiche technique
- Titre original : Münchhausen
- Titre français : Les Aventures fantastiques du baron Munchhausen ; Les Aventures amoureuses du baron de Crac (titre alternatif) ; Les Aventures fantastiques du baron de Munchhausen (ressortie)
- Réalisation : Josef von Báky
- Scénario : Erich Kästner d'après Rudolf Erich Raspe et Gottfried August Bürger
- Musique : Georg Haentzschel
- Direction artistique : Otto Gülstorff (de), Emil Hasler
- Décors : Werner Krien
- Costumes : Manon Hahn
- Photographie : Konstantin Irmen-Tschet, Werner Krien
- Son : Erich Schmidt
- Montage : Milo Harbich (de), Walter Wischniewsky
- Production : Eberhard Schmidt (de)
- Société de production : Universum Film AG (UFA)
- Société de distribution : UFA (Allemagne), Alliance cinématographique européenne (France)
- Pays :  Reich allemand
- Langue : Allemand
- Format : Couleur (Agfacolor) - 1,37:1 - Mono - 35 mm
- Genre : récit fantastique
- Durée : 134 minutes pour la première version, 119 minutes pour la version restaurée
- Dates de sortie :
  - Troisième Reich : 5 mars 1943.
  - Royaume de Hongrie : 6 août 1943.
  - Danemark : 1er octobre 1943.
  - Estado Novo : 3 novembre 1943.
  - Finlande : 11 novembre 1943.
  - Suède : 23 novembre 1943.
  - France : 8 février 1944.

## Distribution
- Hans Albers : le baron de Münchhausen (VF : Lucien Coëdel, 1er doublage / Pierre Dux, 2e doublage)
- Ilse Werner : Isabella d'Este
- Wilhelm Bendow : l'homme de la Lune
- Brigitte Horney : la tsarine Catherine II
- Michael Bohnen : Karl de Brunswick (VF : Marc Valbel)
- Ferdinand Marian : le comte Cagliostro (VF : Richard Francœur)
- Hans Brausewetter : Freiherr von Hartenfeld
- Hermann Speelmans (en) : Christian Kuchenreutter (VF : Fred Pasquali)
- Marina von Ditmar : Sophie de Riedesel
- Andrews Engelmann : Grigori Potemkine
- Käthe Haack : la baronne de Münchhausen
- Waldemar Leitgeb : Gregory Orlow
- Walter Lieck : le coursier
- Hubert von Meyerinck : le prince Anton Ulrich
- Jaspar von Oertzen : le comte Alexandre Lanskoï
- Werner Scharf : le prince Francesco d'Este
- Armin Schweizer : Johann
- Leo Slezak : le sultan Abdülhamid Ier

## Production

### Développement
Ce film en couleur, riche en vedettes et produit à grands frais grâce à la technique encore nouvelle de l'Agfacolor, a été réalisé sur l'ordre du ministre de la propagande lui-même, Joseph Goebbels, à l'occasion du 25e anniversaire du studio cinématographique  UFA. Le budget, de l'ordre de 6,5 millions de Reichsmarks, est énorme alors que le film a été tourné au cours de la Seconde Guerre mondiale. Les décors très nombreux sont dus à Emil Hasler et Otto Gülstorff. Il faut mentionner aussi les nombreux et spectaculaires effets spéciaux, remarquables par rapport aux possibilités techniques de l'époque.
Fritz Hippler intervint pour que l'auteur du scénario soit l'écrivain Erich Kästner, pourtant sous le coup d'une interdiction d'exercer ; il reçut une autorisation spéciale et prit le pseudonyme de « Berthold Bürger » (son nom ne figure pas au générique). Dans de telles circonstances, le film ne présente aucun caractère de propagande ; au contraire, on trouve dans certains dialogues des déclarations d'un libéralisme et d'une tolérance étonnants, qui ont d'ailleurs été d'abord coupés. De même, bien qu'elle fût alors en guerre contre l'Allemagne hitlérienne, la Russie n'est pas présentée de façon négative (il est vrai qu'à l'époque de l'histoire c'est une Allemande qui y règne, la Grande Catherine). Enfin contrairement aux usages de l'époque en Allemagne, on trouve de nombreuses allusions sexuelles et plusieurs scènes montrent des femmes seins nus (scènes toutefois coupées au cinéma). En raison de l'engagement insuffisant de Kästner, Hippler perdit son poste de directeur des films du Reich et fut envoyé sur le front en tant que soldat.

### Restauration
Une version restaurée en 4K numérique par la fondation Friedrich-Wilhelm-Murnau est présentée en 2016. Comme le négatif de la version d'exploitation allemande et le master avec le son d'origine sont perdus, le film est restauré à partir de deux négatifs originaux, avec des montages divergents. Pour les couleurs, la fondation exploite les séparations de couleur d'une copie, et également d'une pellicule du Filmarchiv des Bundesarchivs. Les parties manquantes proviennent d'une copie Agfacolor décolorée appartenant au Gosfilmofond. La bande-sonore provient d'un exemplaire de la cinémathèque Suisse,.

## Accueil
Le film est considéré comme l'un des sommets de la carrière de Hans Albers, qui joue le rôle principal. On compare quelquefois Münchhausen à des films fantastiques américains et britanniques parus quelques années plus tôt, Le Magicien d'Oz (1939) et Le Voleur de Bagdad (1940). Après une première tentative en 1978, ce n'est qu'après la réunification allemande et avec l'aide des archives d'Europe de l'Est que toutes les parties perdues du film ont été retrouvées, et qu'une version intégrale a pu être reconstituée.